# Jérémy Stravius
Jérémy Stravius (* 14. Juli 1988 in Abbeville) ist ein französischer Schwimmsportler.
Er ist Spezialist auf den Rücken- und über die kurzen Freistilstrecken. Bei den Weltmeisterschaften 2011 in Shanghai wurde er in 52,76 s Weltmeister über 100 m Rücken ex aequo mit seinem Landsmann Camille Lacourt vor dem Japaner Ryōsuke Irie (52,98 s).
Stravius gab öffentlich seine sexuelle Orientierung bekannt und beteiligte sich als einer von sechs französischen Sportlern an der Dokumentation Faut qu'on parle.